# Теллурит меди(II)
Теллурит меди(II) — неорганическое соединение,
соль меди и теллуристой кислоты с формулой CuTeO3,
зелёные
или чёрные
кристаллы,
не растворяется в воде,
образует кристаллогидраты.

## Получение
- В природе встречается минерал балякинит — CuTeO3 с примесями[3].
- В природе встречается минерал грэмит — CuTeO3•H2O с примесями[4].
- В природе встречается минерал тейнеит — CuTeO3•2H2O с примесями[5].
- Обменная реакция растворимой соли меди и теллурита натрия

{\displaystyle {\mathsf {CuSO_{4}+Na_{2}TeO_{3}\ {\xrightarrow {}}\ CuTeO_{3}\downarrow +Na_{2}SO_{4}}}}

## Физические свойства
Теллурит меди(II) образует кристаллы
ромбическое сингонии,
пространственная группа P mcn,
параметры ячейки a = 0,7604 нм, b = 0,5837 нм, c = 1,2705 нм, Z = 8
.
Не растворяется в воде.
Образует кристаллогидраты состава CuTeO3•n H2O, где n = 1 и 2.